# Tipula (Pterelachisus) futilis
Tipula (Pterelachisus) futilis is een tweevleugelige uit de familie langpootmuggen (Tipulidae). De soort komt voor in het Palearctisch gebied.